# Nándor Gion
Nándor Gion (n. 1940) este un scriitor maghiar.
1. ↑  Nándor Gion, Autoritatea BnF
2. ↑  Autoritatea BnF, accesat în 25 martie 2017
3. ↑   http://vmmi.org/index.php?ShowObject=kronika&id=17058 Lipsește sau este vid: |title= (ajutor)